# Pleurotroppopsis podagrica
Pleurotroppopsis podagrica är en stekelart som först beskrevs av James Waterston 1925.  Pleurotroppopsis podagrica ingår i släktet Pleurotroppopsis och familjen finglanssteklar. Inga underarter finns listade i Catalogue of Life.